# Gymnogène de Madagascar
Polyboroides radiatus
Espèce
Statut de conservation UICN

 LC  : Préoccupation mineure
Statut CITES
Le Gymnogène de Madagascar (Polyboroides radiatus) ou Polyboroide rayé, est une espèce d'oiseaux appartenant au groupe des rapaces diurnes et à la famille des Accipitridae.

## Description
Cet oiseau mesure environ 68 cm. Il ne présente pas de dimorphisme sexuel.
L'adulte a la tête gris cendré. Les cires sont roses ou jaunes. Le bec est noir. Les iris sont brun sombre.
L'immature présente une tête brunâtre traversé par un bandeau brun noir. Les plumes des parties supérieures du corps sont brunes et bordées d'un liseré blanc. Les parties inférieures sont blanches marquées de roux.

## Comportement
Le Gymnogène de Madagascar est relativement discret. Il vit le plus souvent seul ou en couple. Il passe de longs moments immobile dans l'épaisseur d'un arbre en lisière forestière.